# Ryszard Czarny (inżynier)
Ryszard Czarny (ur. 1935) – polski inżynier mechanik. Absolwent Politechniki Wrocławskiej. Od 2005 profesor na Wydziale Mechanicznym Politechniki Wrocławskiej.